# Anton Schöner
Anton Schöner (* 14. März 1866 in Nürnberg; † 15. April 1930 in Berchtesgaden) war ein deutscher Maler, Illustrator, Lithograf und Kunstschriftsteller.

## Leben und Wirken
Anton Schöner wurde als Sohn eines Schneiders geboren. Mit 14 Jahren begann er eine Ausbildung zum Lithographen und arbeitete zehn Jahre lang als solcher, anschließend wurde er Schüler der Kunstakademie München. Während seines Studiums bei Franz von Lenbach (1836–1904) ließ er sich von ihm zur Porträtmalerei anregen. Ab 1891 lebte er in Berlin, wo er „große Erfolge erzielt und zahlreiche namhafte Persönlichkeiten porträtiert, sowie viele Werke geschaffen hat, die seinem Namen Ruhm und Bedeutung verliehen haben“. 1913 kehrte er wieder nach München zurück, wo er mit 52 Jahren Vater von Hellmut Schöner (1918–2003) wurde, der u. a. als Bearbeiter zeitgeschichtlicher Dokumentationen auch als Herausgeber die Neuausgabe von Das Berchtesgadener Land im Wandel der Zeit (1929, 1973) als Reprint sowie einen Ergänzungsband dazu (1982) besorgte, worin jeweils ein Abschnitt Anton Schöner behandelt. Ab 1920 lebte Schöner bis zu seinem Tod 1930 in Berchtesgaden.
Bereits als 20-Jähriger malte Schöner ein Bild von Kaiser Wilhelm I., das in den Besitz der Hohenzollern ging. Weitere Porträts von ihm zeigen u. a. Franz von Lenbach, Adolph von Menzel (1815–1905) – erst ausgestellt in einer „Menzel-Ausstellung“ (1905) des Münchner Kunstvereins, dann Hängung im Ehrenbürgersaal des Breslauer Rathauses, Graf Moltke (Quelle nennt nicht den vollständigen Namen – vermutlich: Helmuth von Moltke (Generalfeldmarschall) (1800–1891)), den Naturforscher Ernst Häckel (1834–1919), den Prinzregenten Luitpold von Bayern (1821–1912) und dessen ältesten Sohn König Ludwig III. (1845–1921). Daneben leistete er auch „Vortreffliches als Frauenmaler“ und schuf zudem Landschaftsbilder von Berchtesgaden und Umgebung. Adolph Kohut erwähnt zudem u. a. noch Schöners Porträts von Hugo Graf von und zu Lerchenfeld auf Köfering und Schönberg (1871–1944), Reichskanzler Bernhard von Bülow (1849–1929), dem preußischen Kriegsminister Bronsart von Schellendorff (Quelle nennt nicht den vollständigen Namen – vermutlich: Walther Bronsart von Schellendorff (1833–1914)), dem Bildhauer Reinhold Begas (1831–1911), dem Historien- und Architekturmaler Paul Ritter (1829–1907) sowie von dem Musikschriftsteller und Komponisten Wilhelm Tappert (1830–1907). Auch Kohut attestiert Schöner:

„Wie Anton Schöner durch diese Bildnisse seinen Beruf zum grosszügigen Porträtisten bedeutender und bekannter Männer bekundete, so hat er auch in der Bildnismalerei der Frauen- und Kinderwelt Hervorragendes geleistet, wo sich ihm nur eine dankbare Aufgabe bot.“

1920 hat Schöner die „Villa Malerhügel“ (spätere Bezeichnungen: „Haus Malerhügel“, „Kunsthaus Malerhügel“) an der Salzburger Straße 18 unweit des Salzbergwerks Berchtesgaden bezogen und darin im gleichen Jahr die Galerie Anton Schöner begründet, in der „Werke bedeutender Meister“ ausgestellt wurden. Die Galerie wurde über Schöners Tod hinaus bis zum Beginn des Zweiten Weltkriegs 1939 weitergeführt. Nach dem Tod seines Sohnes Hellmut war die Villa noch etwa bis 2010 bewohnt und steht seither (Stand: 2023) leer. Da das Gebäude nicht unter Denkmalschutz steht, scheint es dem Verfall und dem baldigen Abriss preisgegeben zu sein.
Anton Schöner fand wie später auch sein Sohn in einem Familiengrab auf dem Alten Friedhof in Berchtesgaden seine letzte Ruhe.

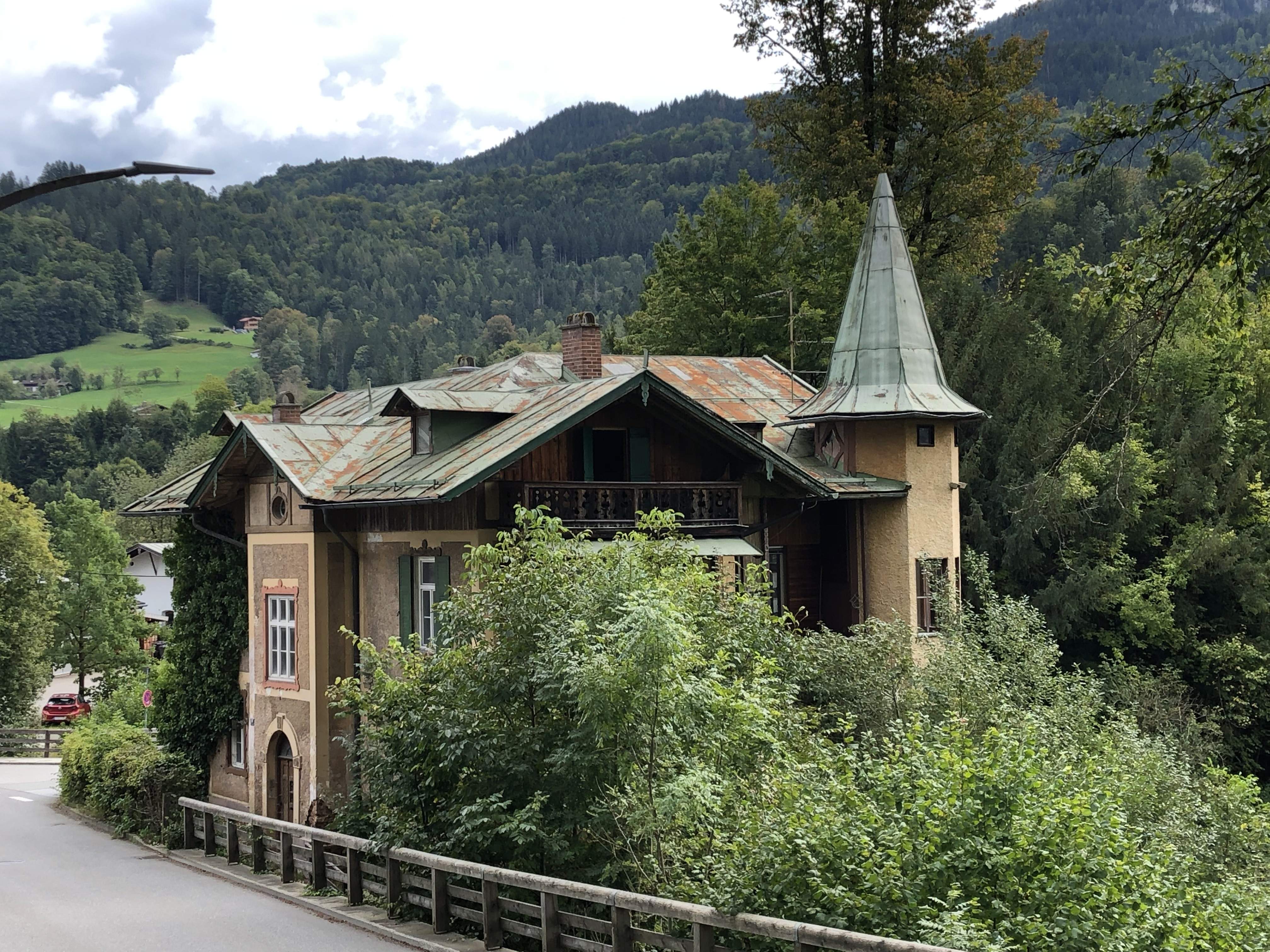
Villa Malerhügel, 2023
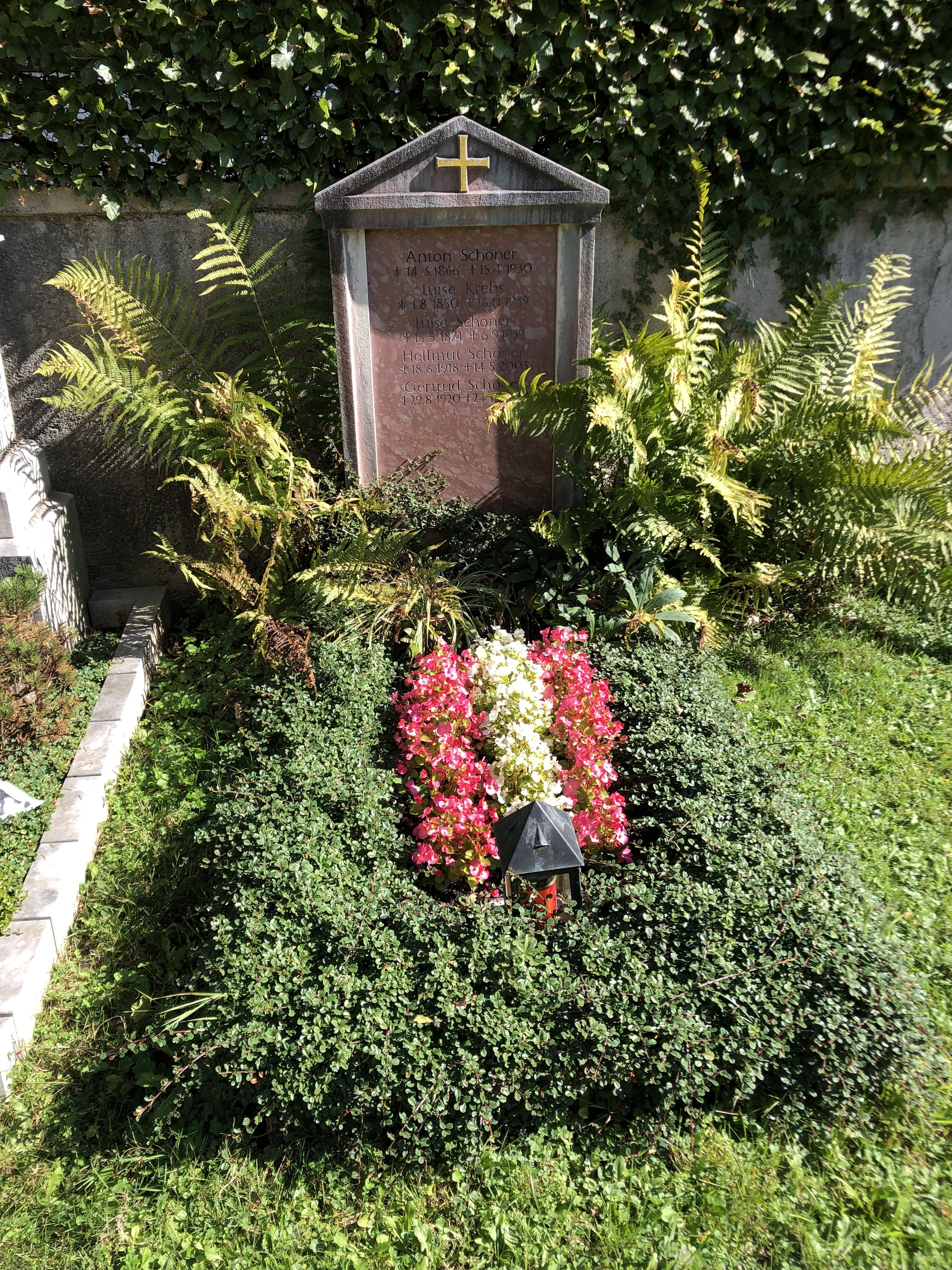
Familiengrab von Anton und Hellmut Schöner

## Ausstellungen / Museumsbestände
Das Nürnberger Künstlerlexikon verzeichnet (Einzel-)Ausstellungen von Anton Schöner ohne nähere Angaben in den Jahren 1896/1, 1909/1, 1913/1 sowie postum 1958/2 und 1961/23. Darüber hinaus wurden Werke von ihm 1894 in der Großen Berliner Kunstausstellung gezeigt. Schöners Gemälde zählen zum Bestand der Bayerischen Staatsgemäldesammlungen in München sowie der Museen der Stadt Nürnberg, wo 24 seiner Gemälde sowie Zeichnungen bewahrt werden.

## Bildbeispiele

### Porträts
Die nachfolgenden Porträtabbildungen sind nicht den Originalgemälden, sondern danach gefertigten Druckgrafiken entnommen (die angegebenen Jahreszahlen entsprechen lt. Quellen der Erstellung der Gemälde):

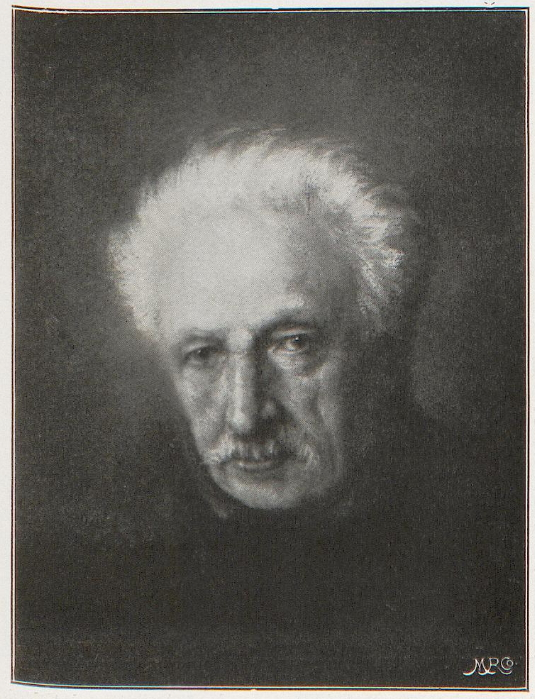
Studienkopf, erstes Gemälde von Anton Schöner, 1889
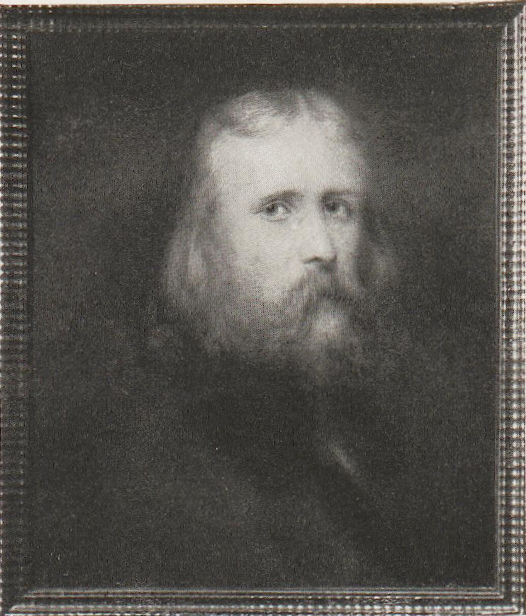
Studienkopf („Berliner Dichteroriginal“), 1892
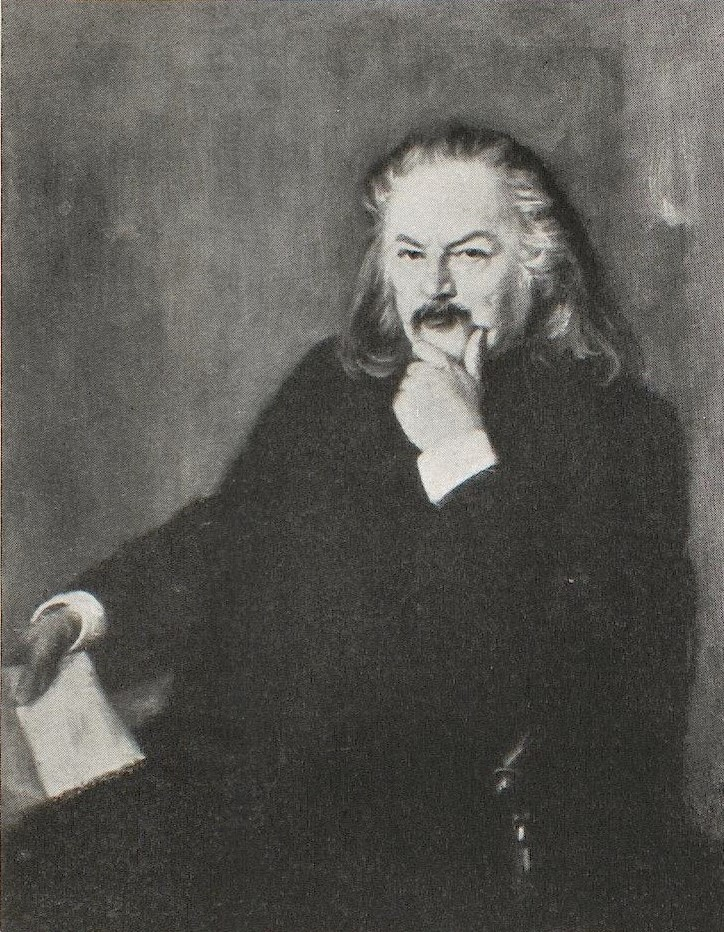
Wilhelm Tappert, 1896
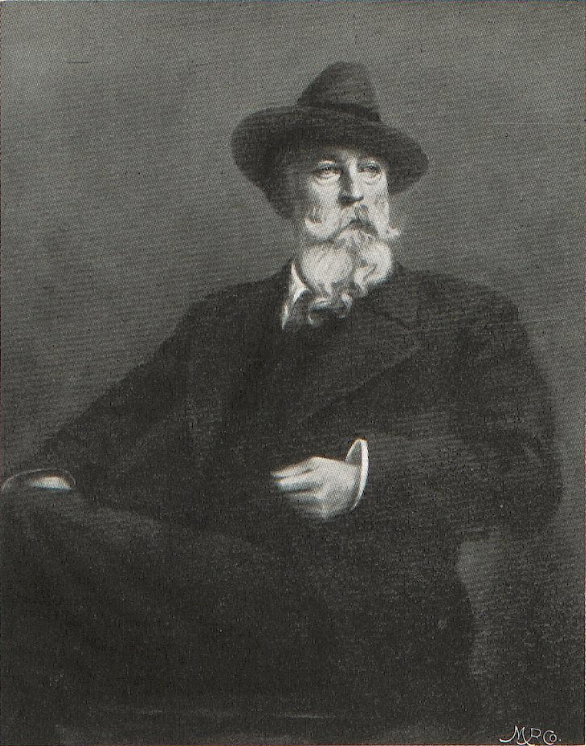
Reinhold Begas, 1902
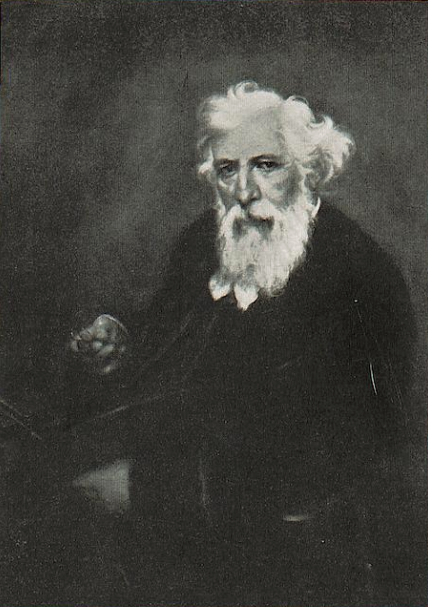
Paul Ritter, 1903
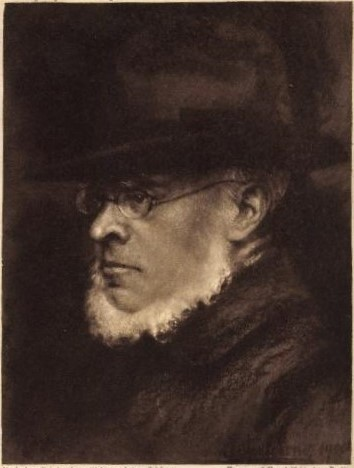
Adolph von Menzel, 1904
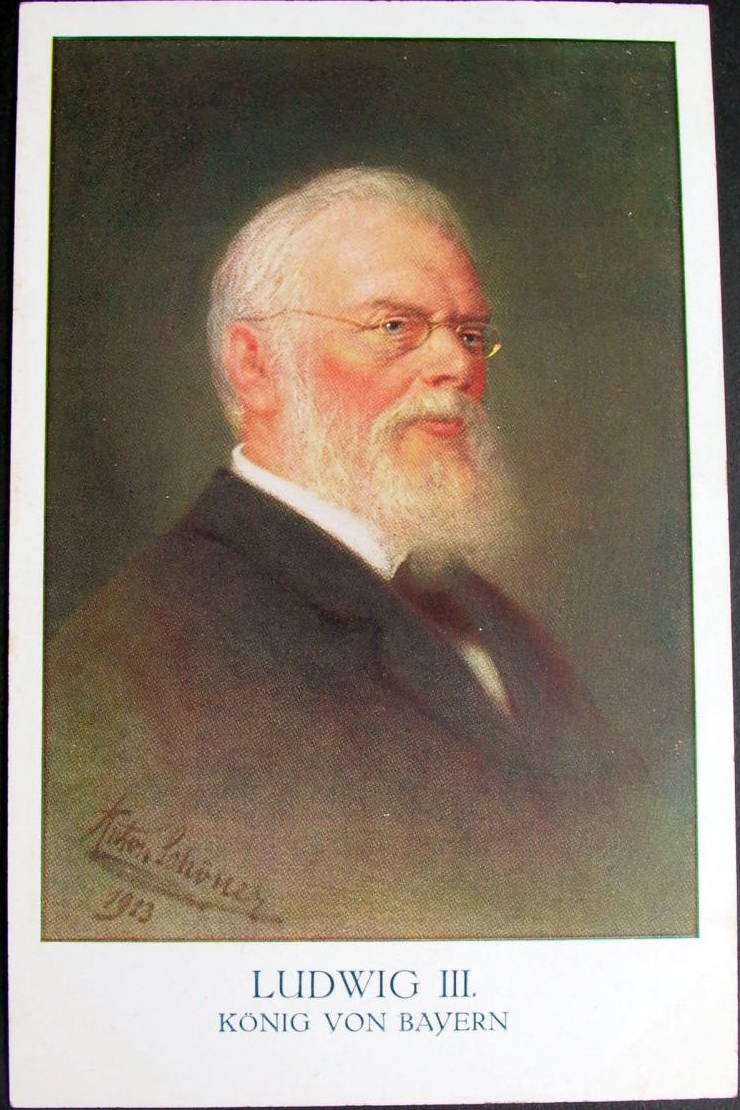
Ludwig III. von Bayern, 1918

### Buchillustrationen
Die nachfolgenden Lithographien sind eine Auswahl von hundert Bildtafeln in Emil Schachtzabel: Illustriertes Prachtwerk sämtlicher Taubenrassen (1906), zu denen Anton Schöner die Original-Aquarell-Vorlagen geschaffen hat:

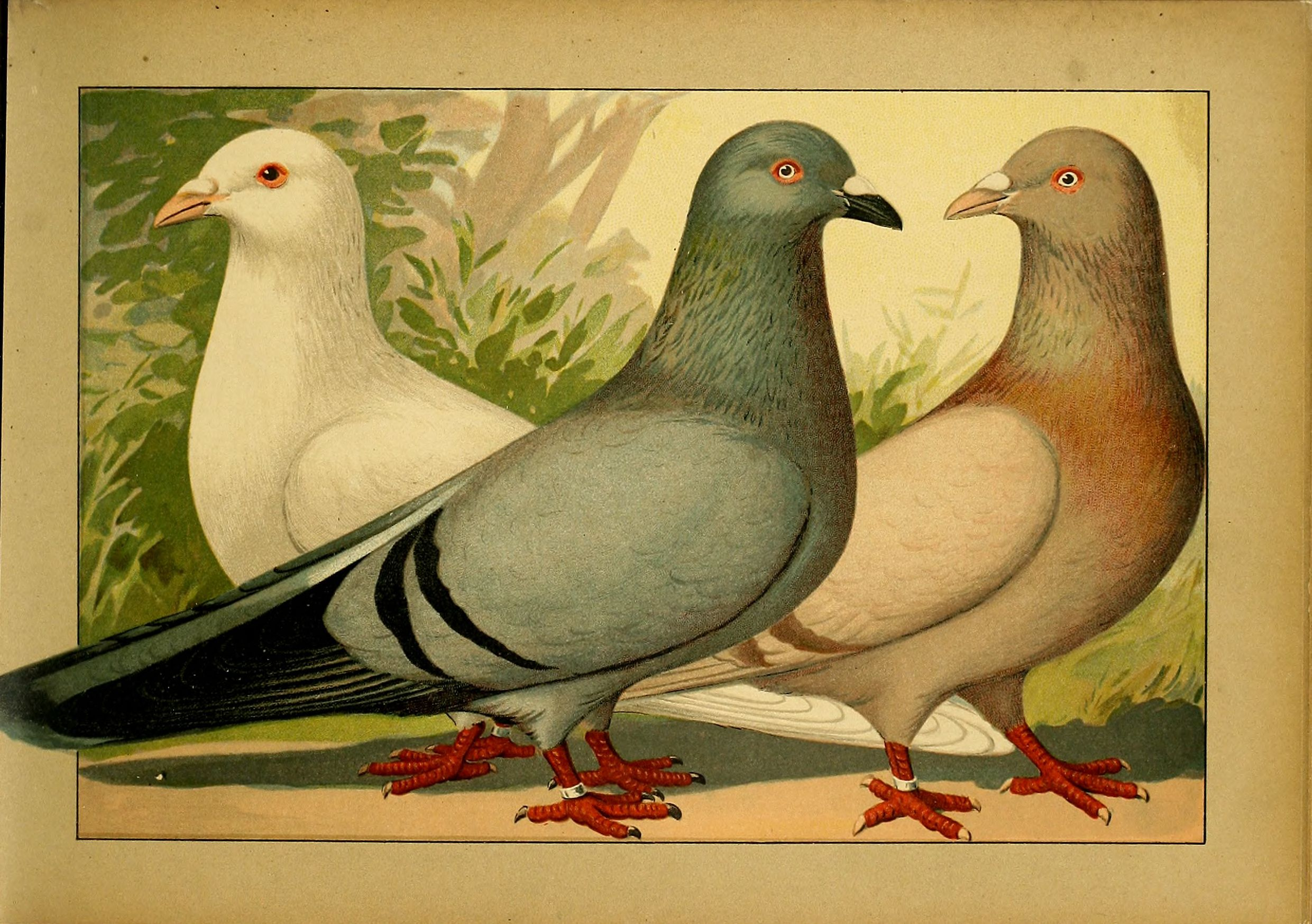
Tafel 1
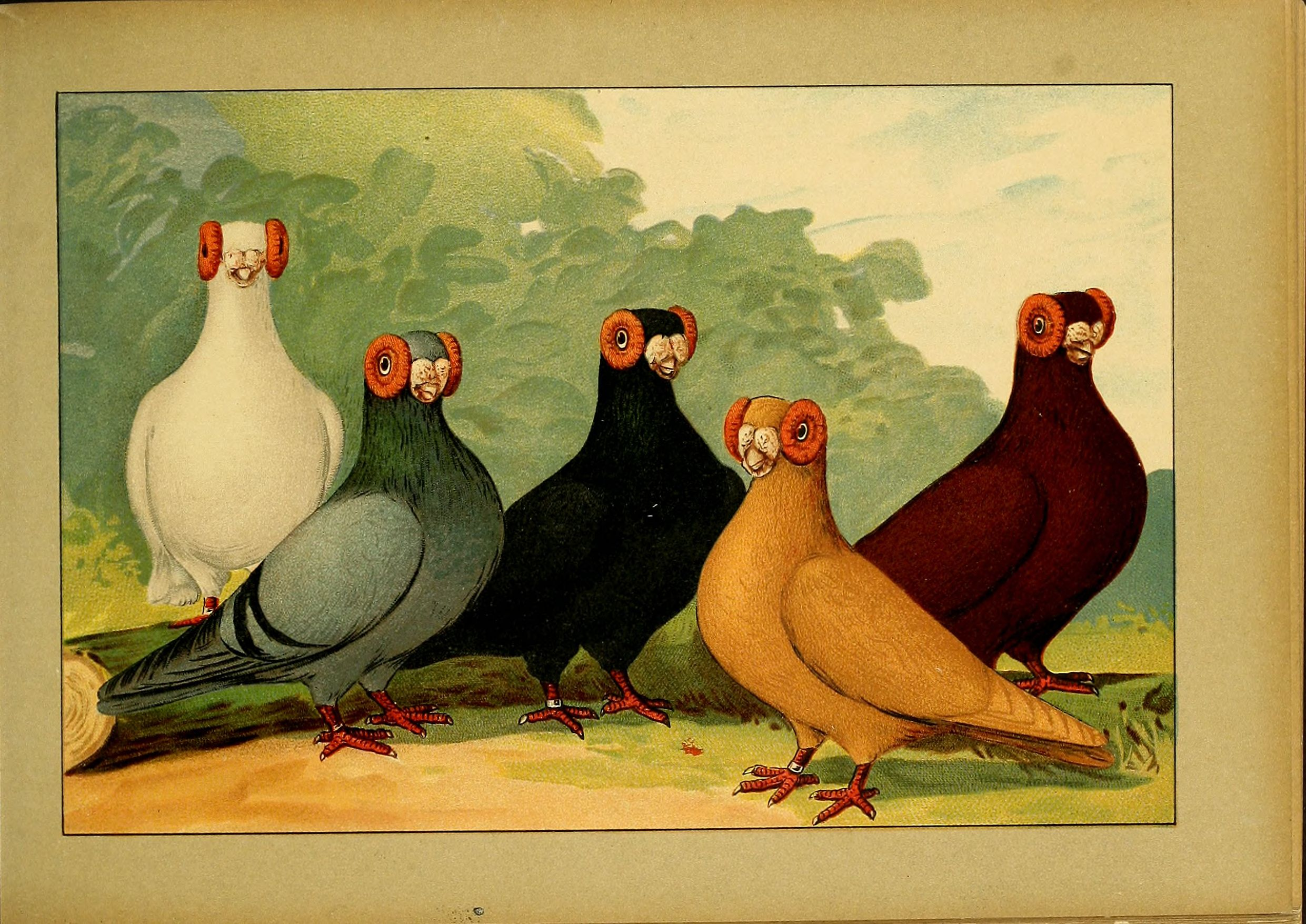
Tafel 10
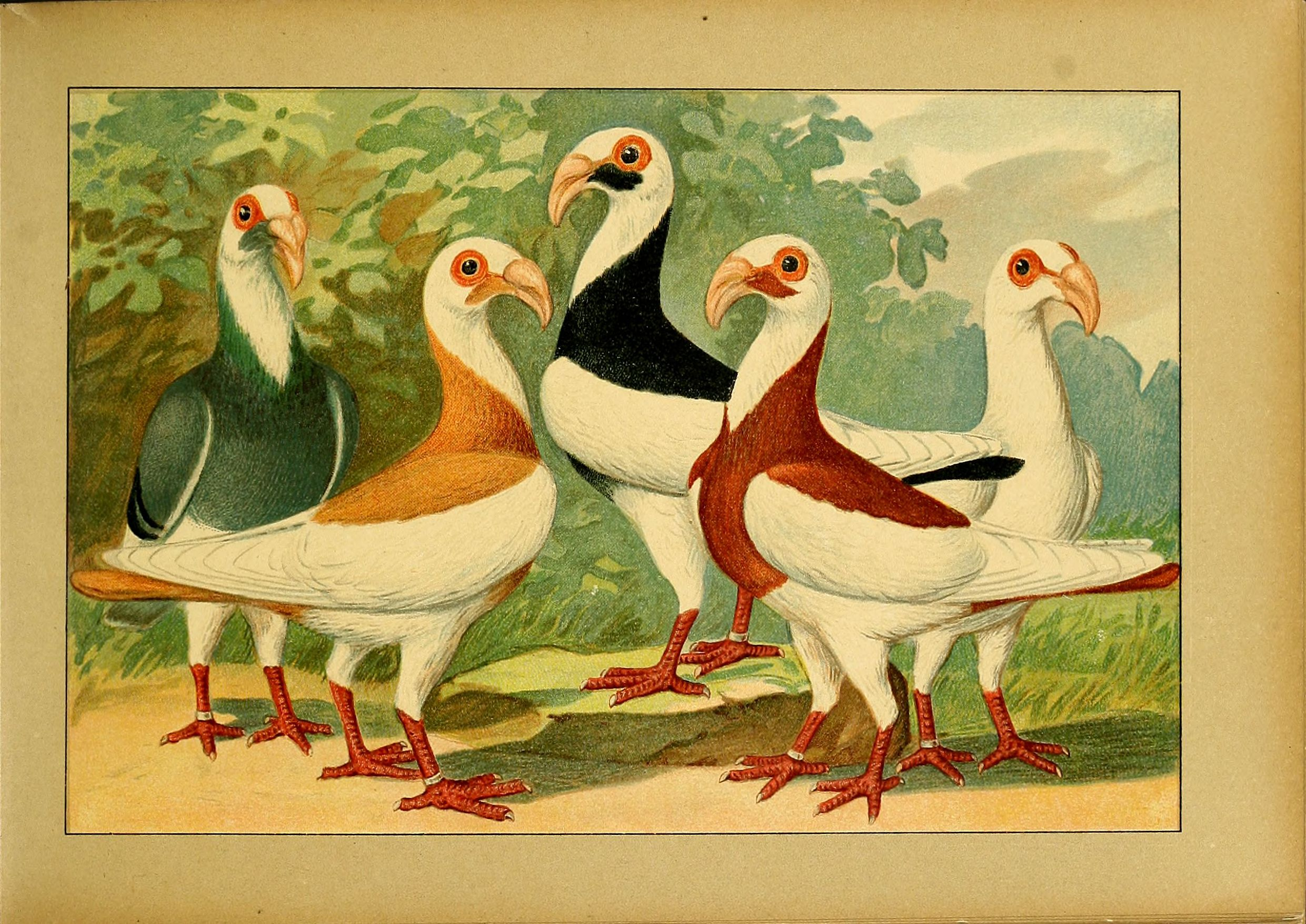
Tafel 11
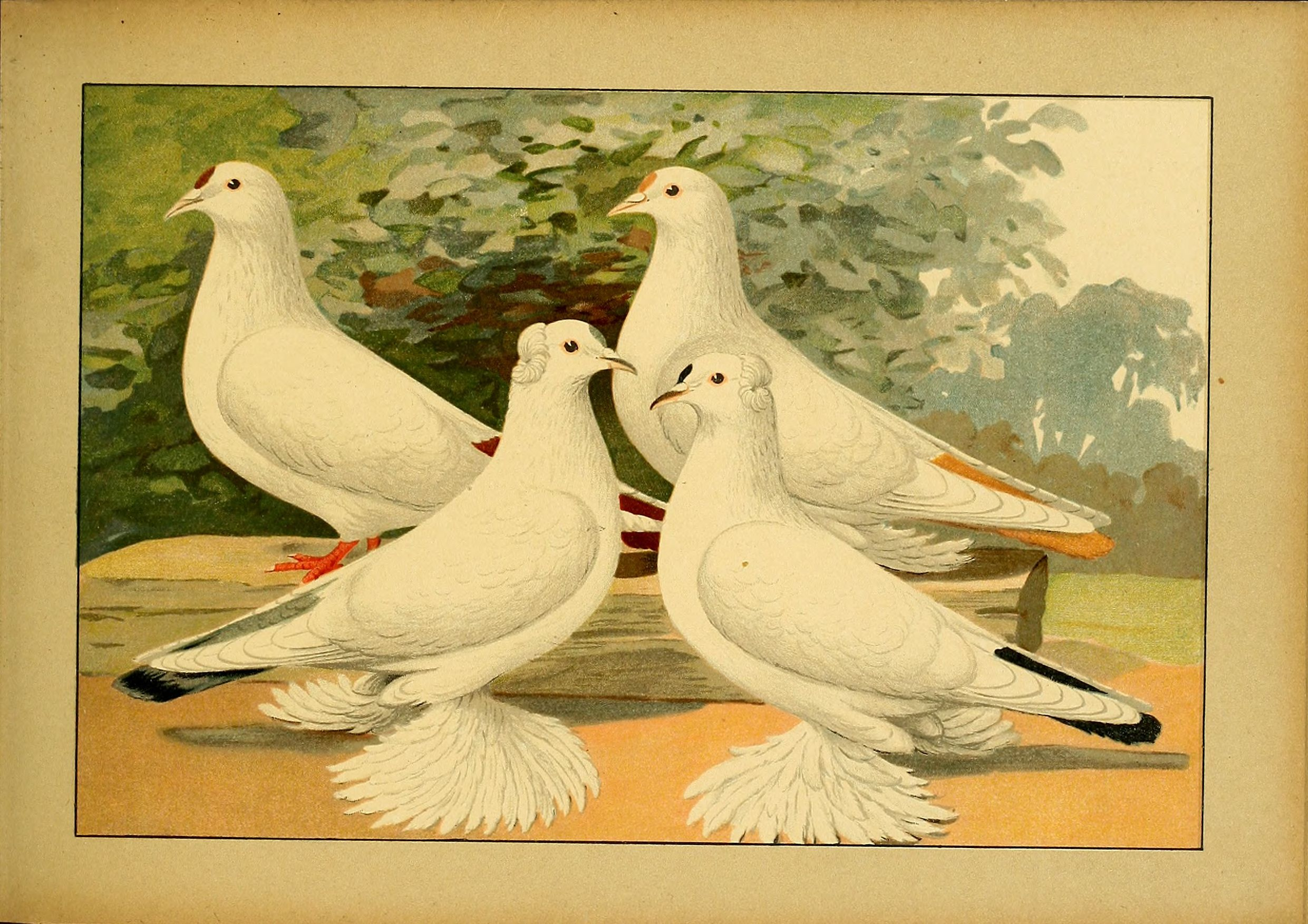
Tafel 42

## Bibliografie (Illustrationen, soweit bekannt)
- Emil Schachtzabel: Illustriertes Prachtwerk sämtlicher Taubenrassen, Königl. Universitätsdruckerei H. Stürtz A. G, Würzburg 1906